# Юреміс-Надеждинське
Юремі́с-Наде́ждинське (рос. Юремис-Надеждинское, башк. Юремис-Надеждин) — присілок у складі Іглінського району Башкортостану, Росія. Входить до складу Кальтовської сільської ради.
Населення — 28 осіб (2010; 42 в 2002).
Національний склад:
- росіяни — 50 %
- білоруси — 48 %